# Tập đoàn Xây dựng Hòa Bình
Công ty Cổ phần Tập đoàn Xây dựng Hòa Bình (mã chứng khoán: HBC) là nhà thầu tổng hợp hàng đầu tại Việt Nam, sản phẩm chủ lực của Tập đoàn Xây dựng Hòa Bình là các công trình lớn trong lĩnh vực thi công xây dựng dân dụng, tiếp đến là công trình công nghiệp và hạ tầng.

## Quá trình hoạt động
- 1987: Văn phòng Xây dựng Hòa Bình được thành lập với chức năng thiết kế thi công một số công trình trang trí nội thất và nhà ở tư nhân.
- 1992: Hòa Bình bắt đầu nhận thầu thi công nhiều dự án đầu tư nước ngoài có quy mô tương đối lớn.
- 1997: Hòa Bình triển khai xây dựng hệ thống quản lý chất lượng ISO 9000 và áp dụng Quản lý chất lượng Toàn diện (TQM).
- 2000: Văn phòng Xây dựng Hòa Bình được chuyển đổi thành Công ty CP Xây dựng và Kinh doanh Địa ốc Hòa Bình.
- 2001: Hòa Bình trở thành một trong những công ty xây dựng đầu tiên nhận Chứng chỉ ISO 9001:2000.
- 2006: Hòa Bình là nhà thầu xây dựng tổng hợp đầu tiên tại phía Nam niêm yết trên Sàn giao dịch chứng khoán TP.HCM (HOSE) với mã chứng khoán HBC.
- 2008: Hòa Bình là nhà thầu tổng hợp duy nhất ở phía Nam được chọn tham gia chương trình Thương hiệu Quốc gia lần thứ 1.
- 2011: Là năm đánh dấu Hòa Bình phát triển ra thị trường nước ngoài với dự án Le Yuan ở Malaysia.
- 2012: Kỷ niệm tròn 25 năm thành lập, Hòa Bình vinh dự được đón nhận Huân chương Lao động Hạng Ba và trao biểu trưng Thương hiệu Quốc gia lần thứ 3.
- 2014: Hòa Bình là tổng thầu công trình Saigon Centre có tầng hầm sâu nhất Việt Nam (28m). Thể hiện năng lực ở các dự án mang tầm quốc tế.
- 2015: Cất nóc dự án chung cư GEMS tại Yangon - Myanmar, đánh dấu dự án đầu tiên của Hòa Bình tại Myanmar và là dự án đầu tiên một nhà thầu xây dựng Việt Nam cung cấp dịch vụ quản lý thi công tại thị trường Myanmar. Đây cũng là năm bản lề của kế hoạch phát triển chặng đường 10 năm (2015 - 2024).
- 2017: Kỷ niệm tròn 30 năm thành lập, Tập đoàn Xây dựng Hòa Bình vinh dự được đón nhận Huân chương Lao động Hạng Nhì và chính thức đổi tên thành Công ty Cổ phần Tập đoàn Xây dựng Hòa Bình.
- 2018: Khởi động chương trình chuyển đổi "Nhân đôi lợi nhuận và Quốc tế hóa" (DPI)  với sự trợ giúp của tư vấn McKinsey & Company (Mỹ).
- Ngày 24/11/2020, Tập đoàn Xây dựng Hòa Bình đã tổ chức trang trọng sự kiện "Lễ chuyển giao thế hệ – Trang sử vàng ".Theo đó, ông Lê Viết Hiếu sẽ tiếp quản vai trò Tổng Giám đốc. Đây được xem là một trong những bước chuyển giao quan trọng cho thế hệ lãnh đạo mới của Hòa Bình kể từ khi thành lập công ty vào năm 1987 và quan trọng hơn đây là sự khởi đầu cho một giai đoạn phát triển mới của Hòa Bình.
- Ngày 1/7/2022 Tập đoàn Xây dựng Hòa Bình đã ký hết thỏa thuận hợp tác với trường Đại học Xây dựng Hà Nội

## Lĩnh vực hoạt động chính
- Tổng thầu
- Tổng thầu Thiết kế và Thi công (D&B)
- Thầu chính

## Hoạt động xã hội
- Tài trợ học bổng cho học sinh, sinh viên nghèo hiếu học.
- Tài trợ tiền chữa bệnh cho bệnh nhân nghèo
- Xây dựng nhà tình thương cho gia đình chính sách.
- Ủng hộ đồng bào các vùng bị thiên tai bão lụt.
- Quỹ Hỗ Trợ Giáo dục Lê Mộng Đào.[1]
- Quỹ Từ Thiện Hoà Bình.

## Thành tựu
- Huân Chương Lao động Hạng Nhì
- Huân Chương Lao động Hạng Ba
- Chứng nhận Nhà thầu đạt Thương hiệu Quốc gia [2]
- Chứng nhận Thương hiệu châu Á Thái Bình Dương[3]
- Chứng nhận 100 Doanh nghiệp Phát triển bền vững.[4]
- Chứng nhận 100 Nơi làm việc tốt nhất (2015, 2016, 2017, 2018).[5]
- Nhà thầu Hòa Bình đạt 75 triệu giờ công an toàn[6]
- Top 50 2019: Công ty Cổ phần Tập đoàn Xây dựng Hòa Bình- Nhịp Cầu Đầu tư

## Danh sách công ty thành viên
- Công ty Cổ phần Kỹ thuật Jesco Hòa Bình
- Công ty CP Sản xuất và Trang trí Mộc Hòa Bình
- Công ty Cổ phần Đầu tư & Năng lượng Tái Tạo Hòa Bình
- Công ty TNHH Tư vấn & Thiết kế Hòa Bình (Hoa Binh Architects)